# Râul Cernișoara
Râul Cernișoara este un curs de apă, afluent al râului Cerna. 